# Dochodowa teoria pieniądza
Dochodowa teoria pieniądza – teoria, której głównym przedmiotem zainteresowań są dochody pieniężne, przy czym badania dotyczą źródeł ich powstawania (czynników określających wielkość dochodu) oraz kierunków i sposobu wydatkowania, a także relacji między wielkością popytu, a dochodem narodowym.
Dochodowa teoria pieniądza powstała na gruncie krytyki ilościowej teorii pieniądza jako udoskonalona jej odmiana. Dochodowa teoria pieniądza przyjmuje ilość pieniądza za zmienną zależną, określoną przez strumień wydatków. Nie jest ona teorią zwartą, wyłożoną całościowo przez jednego autora bądź zespół; jej elementy można znaleźć w pracach wielu ekonomistów. Prekursorem formuły dochodowej był Thomas Tooke (1774–1858), który reprezentował pogląd, że poziom cen determinuje ilość cyrkulującego pieniądza.
Dochodowa teoria pieniądza występuje w 2 wersjach: subiektywnej i obiektywnej.

## Subiektywna dochodowa teoria pieniądza
Wyeksponowane zostały czynniki psychologiczne, uznając je za istotny motyw zachowania się posiadaczy pieniądza. Przedstawicielem tego nurtu jest A. Aftalion (1874–1956), który jako jeden z pierwszych zwrócił uwagę na rolę dochodu w kształtowaniu cen, uznając wzrost popytu za czynnik powodujący wzrost cen. Swoją teorię ujął w formie równania:
{\displaystyle D=PxQ,}
gdzie:
{\displaystyle D} – globalny dochód pieniężny,
{\displaystyle P} – poziom cen,
{\displaystyle Q} – wielkość produkcji.
Z równania, w którym Aftalion operuje z jednej strony tylko dochodem, a z drugiej wielkością produkcji, pomijając związek cen z wartością, wynika, że pieniądz odgrywa rolę pośrednika w wymianie, gdyż towary w rzeczywistości nabywane są za dochody. Przyczyną zwiększonego popytu, oprócz wzrostu dochodów, są dla Aftaliona przesłanki natury psychologicznej, tzn. subiektywne przewidywania posiadaczy pieniędzy dotyczące kształtowania się cen w przyszłości.

## Obiektywna dochodowa teoria pieniądza
Dominująca wersja, badająca obiektywne czynniki wyznaczające dochody pieniężne na tle podstawowych zależności ekonomicznych w procesie produkcji. Podejście to znalazło zastosowanie w pracach K. Wicksella (1851–1926), J.M. Keynesa (1883–1946) oraz J. Robinsona (1903–1983).
Rozumowanie Wicksella jest w wielu punktach zbieżne z teorią Aftaliona. Ogólny poziom cen jest dla Wicksella wynikiem przeciwstawienia strumieniowi dóbr strumienia dochodów pieniężnych. W kształtowaniu dochodów upatruje zatem czynnik określający ceny. Wykazując niekompletność ilościowej teorii pieniądza, wskazał na konieczność uwzględnienia kredytu przy omawianiu związku między ilością pieniądza a cenami. Przez rozpatrywanie zjawisk pieniężnych na tle zjawisk rozwoju włączył teorię pieniądza do teorii polityki gospodarczej, rozszerzył tradycyjne podejście do zagadnień pieniężnych.
Fragmenty dochodowej teorii pieniądza były także rozwijane przez J. M. Keynesa, który sformułował tezę, że popyt na pieniądz jest nie tylko funkcją dochodu narodowego; ilość pieniądza w obiegu oraz zmiany ogólnego poziomu cen wiąże Keynes z wielkością produkcji, poziomem dochodów i ich podziałem na konsumpcję i inwestycje. Wpływ zmian ilości pieniądza na poziom cen zależy zatem od wielu czynników kształtujących proces produkcji. Całość zasobów pieniężnych w społeczeństwie Keynes podzielił na 2 części:
- obieg pieniądza czynny, którego rozmiary kształtują się pod wpływem motywu transakcyjnego
- obieg pieniądza nieczynny, którego zasoby utrzymywane są pod wpływem motywu spekulacji

Popyt na pieniądz czynny zależy od ogólnej aktywności gospodarczej wyrażającej się w poziomie dochodów, popyt na pieniądz nieczynny jest malejącą funkcją stopy procentowej. Powiększenie ilości pieniądza powiększa dochody i działa w 2 kierunkach:
- zwiększa zapotrzebowanie na obieg czynny (wzrost dochodów powoduje wzrost popytu i produkcji)
- obniżenie stopy procentowej (zainteresowanie inwestycjami)

Wpływ zmian ilości pieniądza na poziom cen może być, zdaniem Keynesa, tylko pośredni – poprzez wpływ na płace nominalne i ogólne wielkości zatrudnienia, które z kolei zależą od skłonności do inwestowania (skłonność od inwestowania kształtuje się pod wpływem stopy procentowej).

## Szkoła Cambridge
W rozważaniach na temat dochodowej teorii pieniądza nie można pominąć przedstawicieli Szkoły Cambridge – A. Marshall (1842–1924), A. Pigou (1877–1963) – którzy, mimo że w wywodach o wartości pieniądza formalnie pozostali na gruncie teorii ilościowej, w interpretacji zjawisk przekształcili ją w formułę o charakterze dochodowym. Formuła ta zapoczątkowana przez Marshalla była powtarzana i rozwijana przez jego współpracowników i uczniów. Wyraża się ona wzorem:
{\displaystyle M/P=kxR,}
gdzie:
{\displaystyle M} – ilość pieniądza,
{\displaystyle P} – poziom cen,
{\displaystyle R} – realny dochód,
{\displaystyle k} – współczynnik określający stosunek realnego dochodu do płynnych zasobów.
Na szczególną uwagę w dorobku przedstawicieli Szkoły Cambridge zasługuje zdynamizowanie zjawisk pieniężnych. Dostrzegają oni ograniczoność czynników uwzględnianych przy analizie pieniądza w ramach teorii ilościowej i nie wyjaśnione przez nią przyczyny kształtujące szybkość obiegu pieniądza.
Marshall zastąpił transakcyjną szybkość obiegu wprowadzoną przez I. Fishera (1867–1947) szybkością dochodową, tzn. szybkością, z jaką przekształca się płynne zasoby gotówki w wydatki. Podkreślił przy tym, że tylko część dochodu zostaje w danym czasie wydatkowana. Jeżeli społeczeństwo utrzymuje zasoby pieniężne w wysokości 1/12 rocznego realnego dochodu, to szybkość obiegu pieniądza {\displaystyle (V)} będzie wyrażać się liczbą 12 (tzw. współczynnik preferencji płynności {\displaystyle k=1/V,} czyli ułamek realnego społecznego dochodu utrzymywany w postaci płynnych zasobów).